# Islandia en los Juegos Olímpicos de Helsinki 1952
Islandia estuvo representada en los Juegos Olímpicos de Helsinki 1952 por un total de 9 deportistas que compitieron en atletismo.  
El portador de la bandera en la ceremonia de apertura fue el atleta Friðrik Guðmundsson. El equipo olímpico islandés no obtuvo ninguna medalla en estos Juegos.